# Fredrik Henrik af Chapman
Fredrik Henrik af Chapman (9 de setembre de 1721, Göteborg - 19 d'agost de 1808) fou un mariner i arquitecte naval suec, que s'ocupava específicament de la construcció de vaixells. Va anar a Anglaterra per millorar els seus coneixements. La seva habilitat era tal que Gustau III li va donar la direcció de les drassanes de l'Armada de Suècia. Va construir 24 vaixells de línia i en va restaurar molts d'antics.

## Educació a Anglaterra
Tot i que havia rebut una bona educació bàsica a Suècia sobre construcció naval, Chapman va reconèixer que no posseïa els coneixements de matemàtiques necessaris per a determinar el projecte i l'estabilitat en l'etapa de disseny d'un vaixell. El 1748, va vendre la seva participació en la drassana i se'n va anar a viure a Estocolm, on va estudiar durant dos anys sota el baró Palmqvist. Després va passar a estudiar matemàtiques amb el matemàtic anglès Thomas Simpson, que havia treballat amb els mètodes per a calcular el volum de superfícies i cossos irregulars. Després d'un any d'estudis a Londres, va anar a estudiar construcció naval a les drassanes reials britàniques de Woolwich, Chatham i Deptford

## Mètode de la paràbola

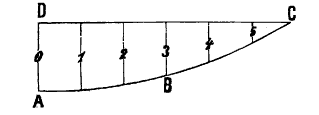
Mètode de la paràbola. Els marcs han de disminuir des del lloc de major amplada en la mateixa relació que les coordenades 0, 1, 2, 3, 4, etc.. (a la imatge), on l'arc ABC és una paràbola, AD és l'eix i A és el vèrtex (la "cresta")

Examinant amb deteniment els dibuixos dels vaixells amb conegudes bones qualitats de navegació, Chapman es va adonar que el marc s'havia de dividir amb una certa progressió. Els marcs han de disminuir des del lloc de major amplada amb relació a un arc parabòlic. Aquest mètode de construcció el va anomenar el "mètode de la paràbola". Chapman també va presentar un altre mètode, l'anomenat "mètode de relaxació".

## Publicacions
- Architectura Navalis Mercatoria Stockholm. 1768.
- Tractat om Skepps-byggeriet. Stockholm. 1775.[4]
- Försök till theoretisk afhandling att gifva linjeskepp och fregatter deras rätta form. 1806.

## Architectura Navalis Mercatoria

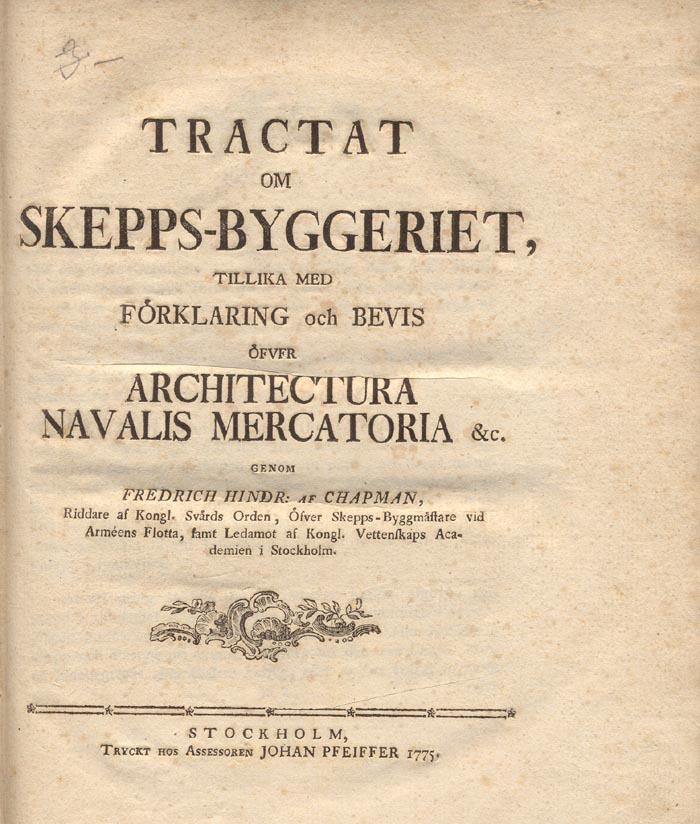
Portada del Tractat om Skepps-byggeriet

El 1765, Chapman va sol·licitar el permís del seu treball com a principal constructor naval de la Flota de l'Arxipèlag a la base naval de Sveaborg per poder treballar en l'Arquitectura Navalis Mercatoria, una col·lecció de tipus de vaixells contemporanis que considerava els millors i els més interessants. L'obra havia estat encarregada pel duc Carles, germà del rei Gustav, i es va publicar el 1768. El llibre contenia 62 il·lustracions de vaixells i altres embarcacions més petites, tant de disseny suec com d'estranger. Alguns d'aquests eren dissenys de Chapman, però molts eren també tipus que havia vist durant les visites a països estrangers. Es representava tot, des de vaixells de guerra grans fins a petits vaixells pesquers.
El llibre estava destinat a un públic internacional i el text estava disponible en suec, francès i anglès. Totes les mesures es van realitzar emprant el peu suec, francès i anglès. Tanmateix, va trigar set anys en acabar els texts explicatius que l'acompanyaven. Les cartes i el següent Tractat om Skepps-byggeriet ("Tractat sobre la construcció naval") el 1775 van llançar a Chapman com un dels principals experts en construcció naval del món.
Un avenç addicional en la teoria general es va fer sobre l'aparició, el 1775, d'un treball sobre la construcció de naus per part del constructor-almirall suec Frederick Henry de Chapman. Va ser traduït al francès per Vial du Clairbois, el 1779 i a l'anglès pel Dr. Inman, el 1820. Conté el primer registre publicat sobre l'ús de les regles de Simpson per a la quadratura aproximada, i els càlculs de desplaçament, centre de flotabilitat i metacentre donat en el llibre, s'assembla molt als realitzats actualment.

## Vaixells dissenyats per af Chapman

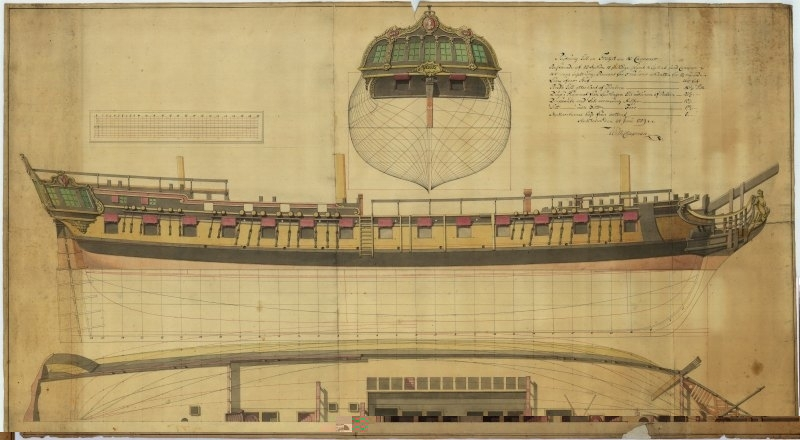
Diagrama esquemàtic de la fragata Bellona classe Venus elaborat per Chapman (posada en servei 1783)

- Amphion
- Jacobstads Wapen
- Vasaorden
- Galten
- Delfinen
- Wasa
- Dristigheten
- Konung Gustaf III
- Äran
- Konung Adolf Fredrik
- Försiktigheten
- Kronprins Gustaf Adolf
- Fäderneslandet
- Venus
- Bellona frigates
- Hemmema
- Pojama
- Turuma
- Udema

## Galeria

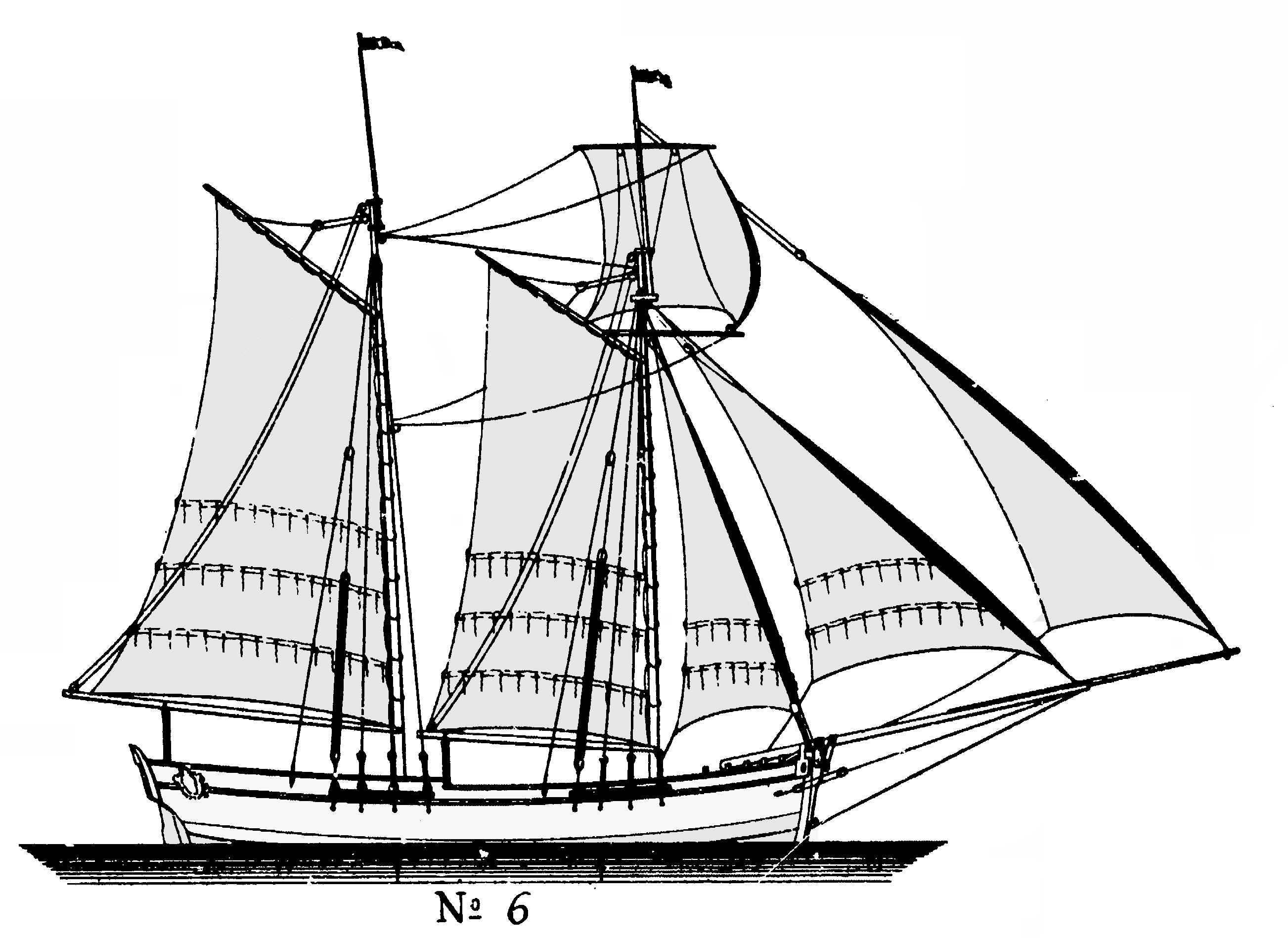
Un gravat de la seva Architectura Navalis Mercatoria, 1768
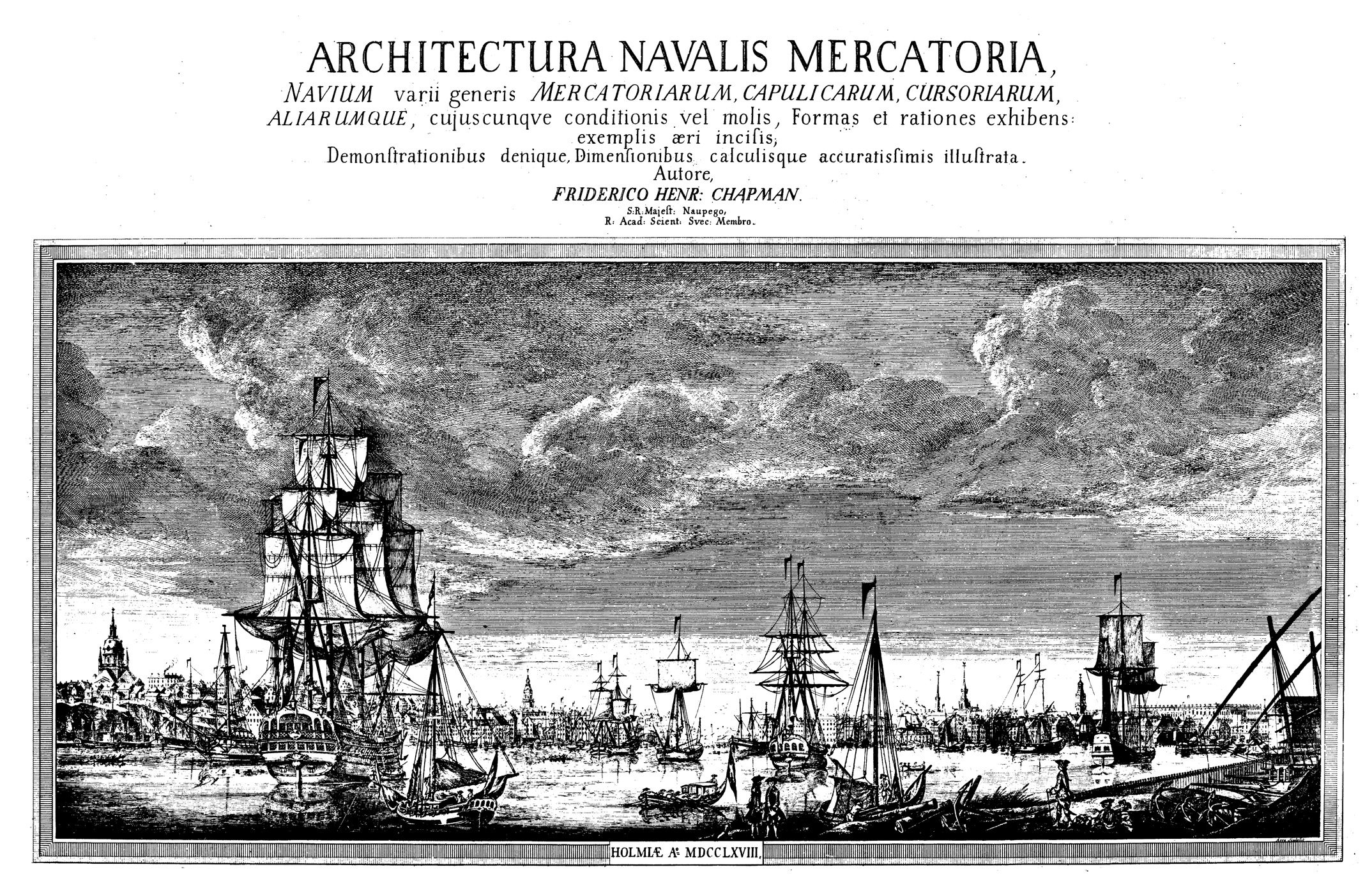
Portada d’Architectura Navalis Mercatoria, 1768
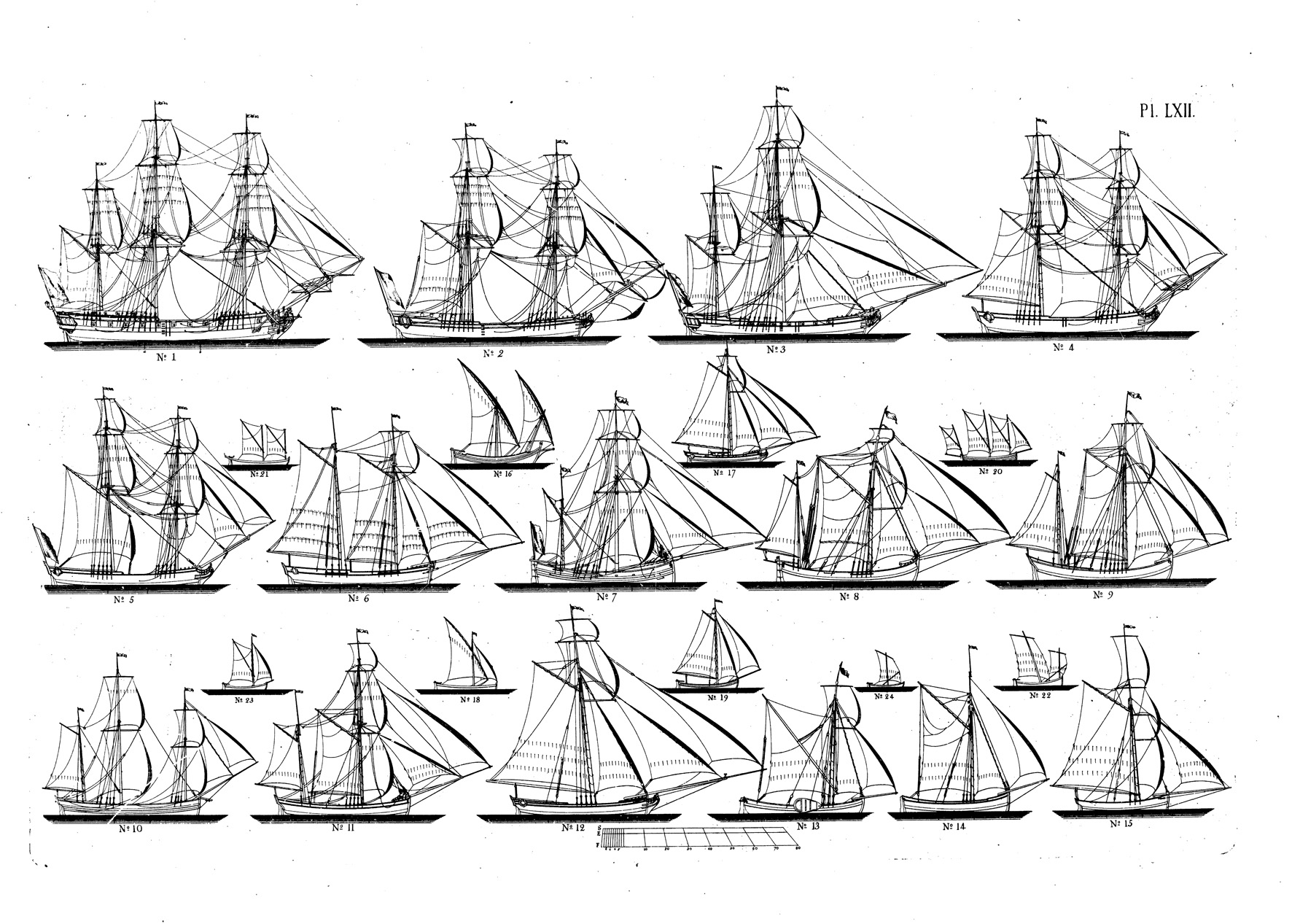
Resum dels vaixells de vela descrits a Architectura Navalis Mercatoria.
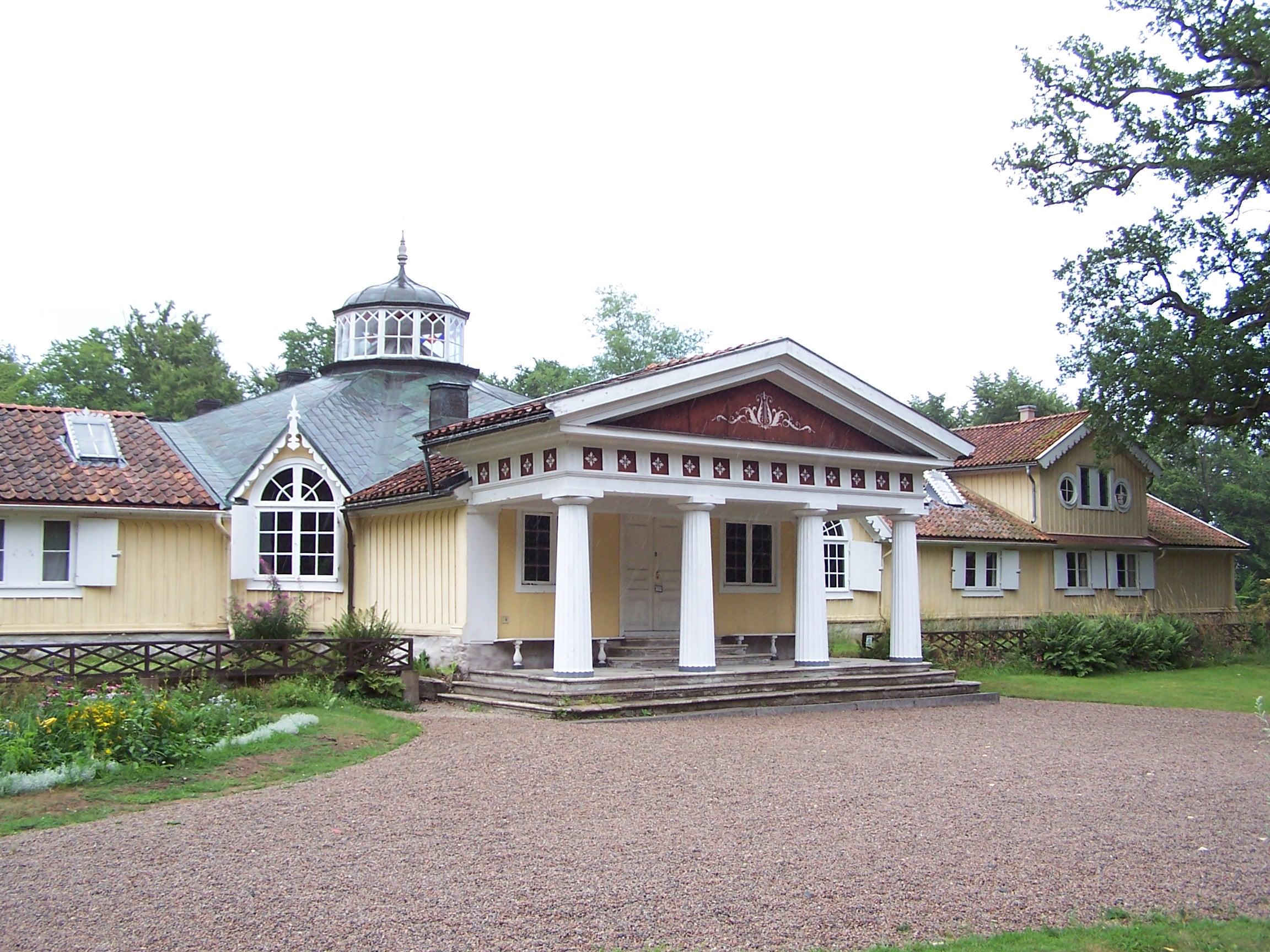
La finca Skärva, residència de Chapman (construïda de 1785 a 1786)